# Paul Dahlke (Buddhist)

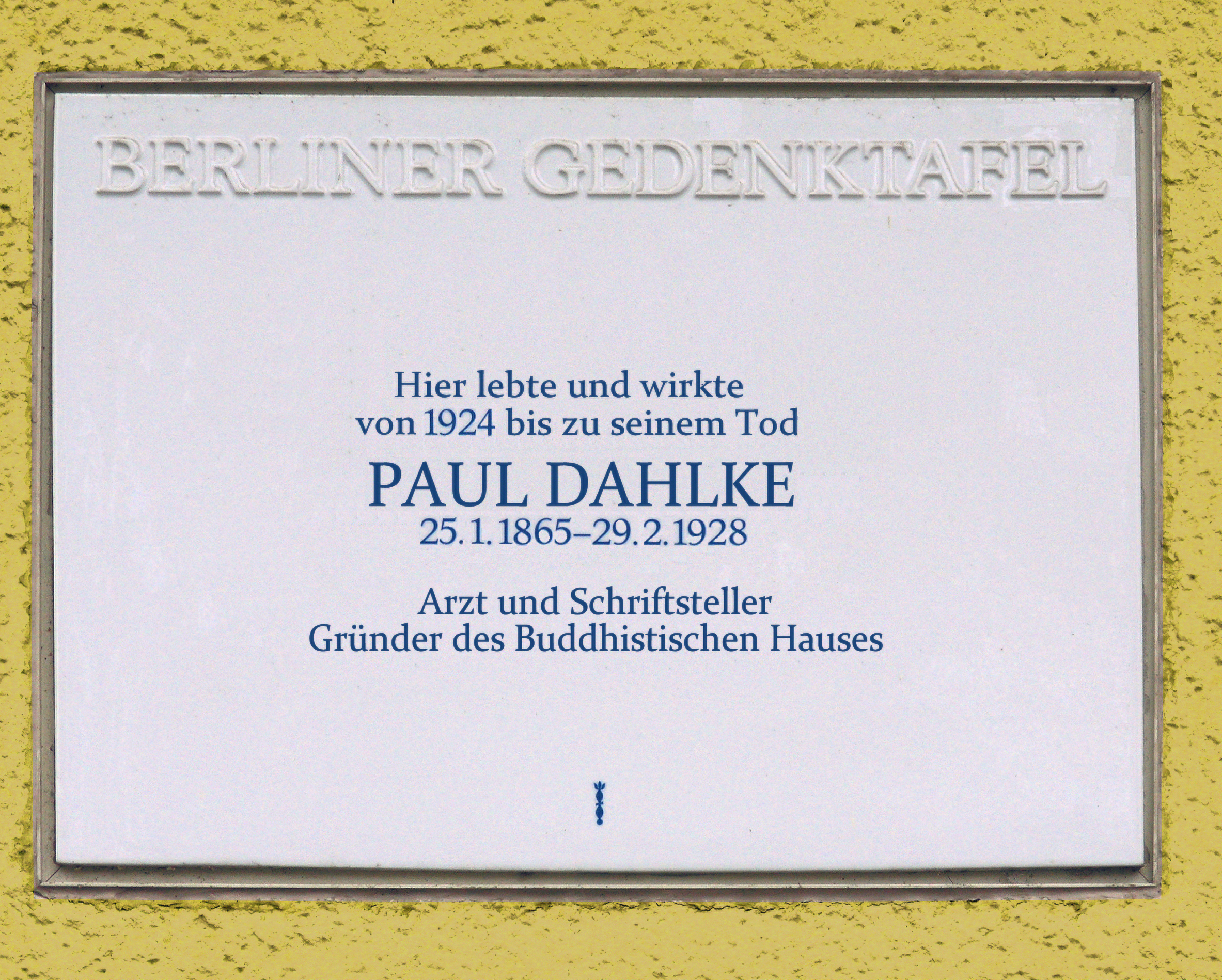
Berliner Gedenktafel am Haus Edelhofdamm 54, in Berlin-Reinickendorf

Paul Dahlke (* 25. Januar 1865 in Osterode in Ostpreußen; † 29. Februar 1928 in Berlin) war Arzt und ein Wegbereiter des Buddhismus in Deutschland. Zu Lebzeiten veröffentlichte er neben zahlreichen Aufsätzen und Rezensionen über den Buddhismus auch 22 selbständige Werke, davon vier Bände mit Übersetzungen buddhistischer Schriften. Dahlke war der Begründer des Buddhistischen Hauses in Berlin-Frohnau, des ältesten seiner Art in Europa, welches auch heute noch besteht.
Von 1917 bis 1922 gab er die „Neubuddhistische Zeitschrift“ in fünf Jahrgängen und anschließend bis zu seinem Tod die „Brockensammlung“ heraus. Beide Publikationen enthielten ausschließlich Beiträge von ihm. Die Brockensammlung wurde von seinen Geschwistern noch bis 1938 weitergeführt, hauptsächlich mit Texten aus seinem Nachlass.
Auch in seinem Beruf als Arzt und Homöopath entfaltete er eine rege Publikationstätigkeit. Er verfasste etwa 200 Aufsätze, die sich vorrangig mit der homöopathischen Arzneimittellehre befassen.

## Leben

### Lehrjahre
Paul Dahlke wurde 1865 als Sohn eines Beamten in Osterode in Ostpreußen geboren. Er war der älteste von fünf Geschwistern. Da der Vater aufgrund seiner beruflichen Tätigkeit häufig versetzt wurde, absolvierte Dahlke Gymnasien in Osnabrück, Hannover und Frankfurt, wo er auch am 16. März 1883 das Abitur ablegte. Ab dem Sommersemester studierte er Medizin in Berlin, wo er nach 8 Semestern am 10. März 1887 das Rigorosum erfolgreich bestand. Am 6. August 1887 promovierte er mit einer Arbeit „Über den Hitzschlag“. Bald danach übernahm er eine homöopathische Praxis in Berlin, die er mit großem Erfolg bis 1898 führte. Auch Sanitätsrat wurde er.

### Wanderjahre
1898 brach Dahlke zu einer einjährigen Weltreise auf, die ihm seine gutgehende Arztpraxis ermöglichte. Besonders die Südsee faszinierte ihn. Er kam aber auch nach Ceylon, wo der Buddhismus, den er durch die Schriften Arthur Schopenhauers Anfang der 1890er Jahre kennengelernt hatte, jedoch keinen besonderen Eindruck auf ihn machte. Untergründig hatten die Erlebnisse allerdings in ihm gearbeitet, denn schon im Frühjahr des Jahres 1900 brach er zu einer zweiten Reise nach Ceylon auf; diesmal, um den Buddhismus zu studieren. Dort lernte er Pali und unterhielt Kontakte zu einheimischen Gelehrten, namentlich Hikkaduwe Sumangala, Suriyagoda Sumangala, Nyananissara und Wagiswara.
Als Buddhist kehrte er zurück, und die folgenden Jahre waren gekennzeichnet durch ausgedehnte Asienreisen im Wechsel mit der Arbeit in seiner Berliner Praxis. 1906 gab er seine Arzttätigkeit sogar zunächst ganz auf. Seine Reisen, von denen er insgesamt sieben oder acht unternahm, führten ihn dabei vor allem nach Ceylon, daneben aber auch nach Indien, China, Japan, Burma, Siam und Indonesien. Als er sich wegen der Vorbereitung eines Druckes 1914 zwischenzeitlich in Deutschland aufhielt, wurde er vom Ausbruch des Ersten Weltkrieges überrascht und musste die geplante Rückfahrt nach Ceylon aufgeben.

### Das Buddhistische Haus
Dahlke bemühte sich um die Gründung eines buddhistischen Klosters in Deutschland, weil er erkannt hatte, dass für Europäer das Mönchsdasein in Asien oft mit zu großen Strapazen verbunden ist. Er erwarb in Wenningstedt auf Sylt ein ausgedehntes Gelände von etwa 5 Hektar Land, für das er ein Klostermodell entwarf. Nachdem er von den Plänen zum Bau des Hindenburgdamms erfahren hatte, gab er das Vorhaben allerdings auf, weil er um die Abgeschiedenheit des Hauses fürchtete. Sein Haus in Wenningstedt diente ihm in den folgenden Jahren als Ferienhaus.
Nach dem Krieg wohnte und praktizierte er zunächst in einer Zehlendorfer Villa. Im Herbst 1919 erwarb er in Berlin-Frohnau ein Grundstück und nachdem ihm in Zehlendorf gekündigt worden war, begann er 1923 mit dem Bau des Buddhistischen Hauses. Im August 1924 konnte er dort einziehen.
Die verbleibenden Jahre bis zu seinem Tod waren ausgefüllt von der täglichen Gemeinschaft im Haus und einer regen Vortrags-, Reise- und Publikationstätigkeit für die buddhistische Sache, wofür er konkurrierende Interessen an Mathematik und Musik nun vollends aufgab. Im Winter 1927/28 bekam Dahlke die Grippe, von der er sich, auch aufgrund einer in Java zugezogenen Herzschwächung durch ein tropisches Fieber, nicht wieder erholte. Dahlke erlag seiner Herzschwäche am 29. Februar 1928, einem Vollmondtag, und wurde auf seinem eigenen Grundstück begraben. Nach seinem Tod übernahm seine Schwester Bertha Dahlke die Leitung des Buddhistischen Hauses. Der Philosoph Volker Zotz prägte für die Interpretationen des Buddhismus durch Paul Dahlke und Georg Grimm den Begriff „deutsche Buddhologie“ und wertete sie als „eigenständige Interpretationsschulen des Buddhismus.“

## Werke
Schon zu Lebzeiten veröffentlichte Paul Dahlke neben 22 selbständigen Publikationen auch über 150 Aufsätze und mehr als 100 Rezensionen, die meisten davon in seinen beiden Zeitschriften, der „Neubuddhistischen Zeitschrift“ und der „Brockensammlung“. Weitere Werke erschienen im Verlag von Walter Markgraf. Die Rechte dieses Verlags gingen nach dem Krieg und dem Tod von Walter Markgraf an den Verlag des Buchhändlers und Verlegers buddhistischer Literatur Oskar Schloss über, den Oskar-Schloss-Verlag in Neubiberg. Im Vorwort seines Verlagskatalogs von 1924 bezeichnet Oskar Schloss seinen Verlag als denjenigen, „der jetzt der eigentliche Mittelpunkt der buddhistischen Literatur in den deutschsprechenden Ländern geworden ist.“.
Nach seinem Tod wurden weitere Aufsätze und Sammelbände herausgegeben.
Die Liste erfasst alle selbständigen deutschsprachigen Publikationen, die zu Lebzeiten Dahlkes erschienen sind. Die Daten stammen zum größten Teil von Hellmuth Hecker und sind dort Teil einer umfangreichen Bibliographie.

### Medizinische Schriften
- 1887 Über den Hitzschlag.
- 1914 Gesichtete Arzneimittellehre. (2. Auflage 1928)
- 1915/16 Klinischer Leitfaden der gesichteten Arzneimittellehre.
- 1916 Repertorium. (2. Auflage 1928)

### Schriften zum Buddhismus

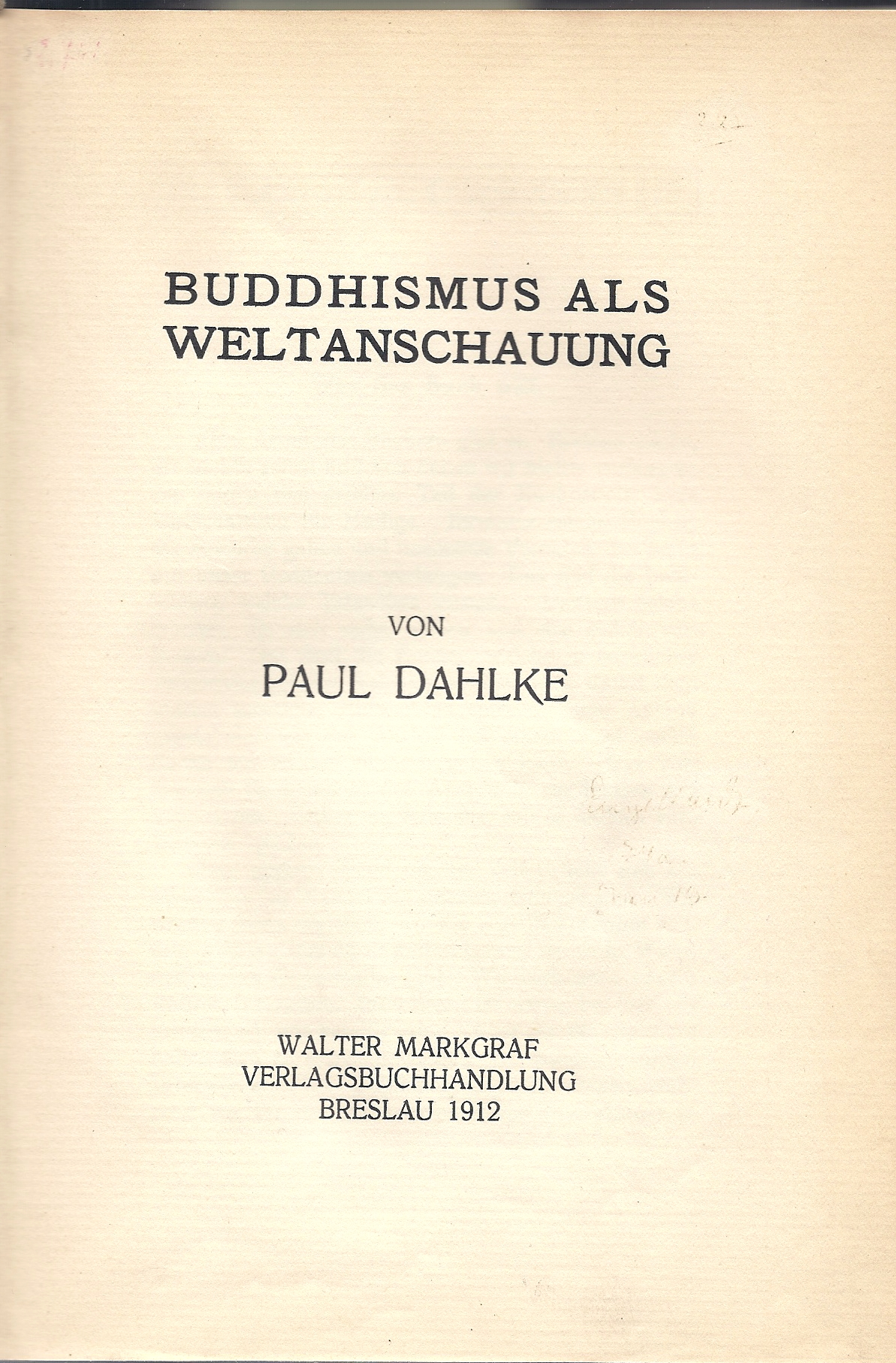
Paul Dahlke – Buddhismus als Weltanschauung

- 1903 Aufsätze zum Verständnis des Buddhismus. 2 Bände. (2. Auflage bei Oskar Schloss, 3. Auflage 1995)
- 1904 Buddhistische Erzählungen.
- 1905 Das Buch vom Genie.
- 1912 Buddhismus als Weltanschauung, Verlag Walter Markgraf. (2. Auflage 1920 bei Oskar Schloss)
- 1912 Die Bedeutung des Buddhismus für unsere Zeit, Verlag Walter Markgraf. (2. Auflage 1924 bei Oskar Schloss)
- 1913 Aus dem Reich des Buddha. Sieben Erzählungen, Verlag Walter Markgraf. (2. Auflage 1924 bei Oskar Schloss)
  - Neuausgabe Hofenberg, Berlin 2019, ISBN 978-3-7437-3097-7.
- 1914 Buddhismus als Religion und Moral, Verlag Walter Markgraf. (2. Auflage 1923 bei Oskar Schloss)
- 1914 Englische Skizzen.
- 1918 Was ist der Buddhismus und was will er? (2. Auflage 1968)
- 1918 Über den Pali-Kanon.
- 1919 Staat und Kirche.
- 1920 Buddhismus und religiöser Wiederaufbau.
- 1920 Wie muß die neue Religion aussehen?
- 1921 Neu-Buddhistischer Katechismus.
- 1921 Das Buch Pubbenivasa (Digitalisat).
- 1926 Der Buddhismus.
- 1928 Buddhismus als Wirklichkeitslehre und Lebensweg.
- 1928 Heilkunde und Weltanschauung.

### Übersetzungen aus dem Pali-Kanon
- 1919 Dhammapadam. (3. Auflage 1969)
- 1920 Digha-Nikaya.
- 1920 Buddha. Auswahl aus dem Pali-Kanon. (5. Auflage 2000)
- 1923 Majjhima-Nikaya.